# Noyelles-lès-Humières
Noyelles-lès-Humières è un comune francese di 62 abitanti situato nel dipartimento del Passo di Calais nella regione dell'Alta Francia.

## Società

### Evoluzione demografica
Abitanti censiti